# Vulkannyj
Vulkannyj (in lingua russa Вулканный) è una città di 1 634 abitanti situata nel Krai di Kamčatka, in Russia.